# テイルズ・フロム・ジ・エメラルド・ソード・サーガ
『テイルズ・フロム・ジ・エメラルド・ソード・サーガ』(Tales From The Emerald Sword Saga)は2004年に発売されたイタリアのパワーメタルバンド、ラプソディーのベスト・アルバム。

## 解説
- 1stアルバム『レジェンダリィ・テイルズ』から4thアルバム『パワー・オブ・ザ・ドラゴンフレイム』まで続いた「エメラルド・ソード・サーガ」シリーズより選曲されたベストアルバム。

## 収録曲
1. ウォリアー・オブ・アイス - Warrior Of Ice
2. レイジ・オブ・ザ・ウィンター （シンフォニック・ヴァージョン） - Rage Of The Winter (Symphonic Version)
3. フォレスト・オブ・ユニコーンズ  - Forest Of Unicorns
4. ランド・オブ・イモータルズ （リミックス） - Land Of Immortals (Remix)
5. エメラルド・ソード - Emerald Sword
6. ウィズダム・オブ・ザ・キングス - Wisdom Of The Kings
7. ウィングス・オブ・デスティニー - Wings Of Destiny
8. ライディング・ザ・ウインズ・オブ・エターニティ （エディット） - Riding The Winds Of Eternity (Edit)
9. ドーン・オブ・ヴィクトリー - Dawn Of Victory
10. ホーリー・サンダーフォース （リミックス） - Holy Thunderforce (Remix)
11. ヴィレッジ・オブ・ドワーヴズ - The Village Of Dwarves
12. レイン・オブ・ア・サウザンド・フレイムス - Rain Of A Thousand Flames
13. ナイトライダー・オブ・ドゥーム - Knightrider Of Doom
14. マーチ・オブ・ザ・ソードマスター  - The March Of The Swordmaster
15. パワー・オブ・ザ・ドラゴンフレイム - Power Of The Dragonflame
16. ラメント・エロイコ～英雄の嘆き - Lamento Eroico